# Malacacheta
Malacacheta es un municipio brasileño del estado de Minas Gerais. Su población estimada en 2004 era de 19.272 habitantes. 